# Rufino Niccacci
Rufino Niccacci OFM (geboren am 19. März 1911 als Salvatore Niccacci in Deruta; gestorben am  16. Oktober 1976) war ein italienischer Priester, der während des Holocaust in Assisi zahlreichen Juden Schutz gewährte. Er wurde am 28. April 1974 von Yad Vashem als Gerechter unter den Völkern anerkannt.

## Leben und Werk

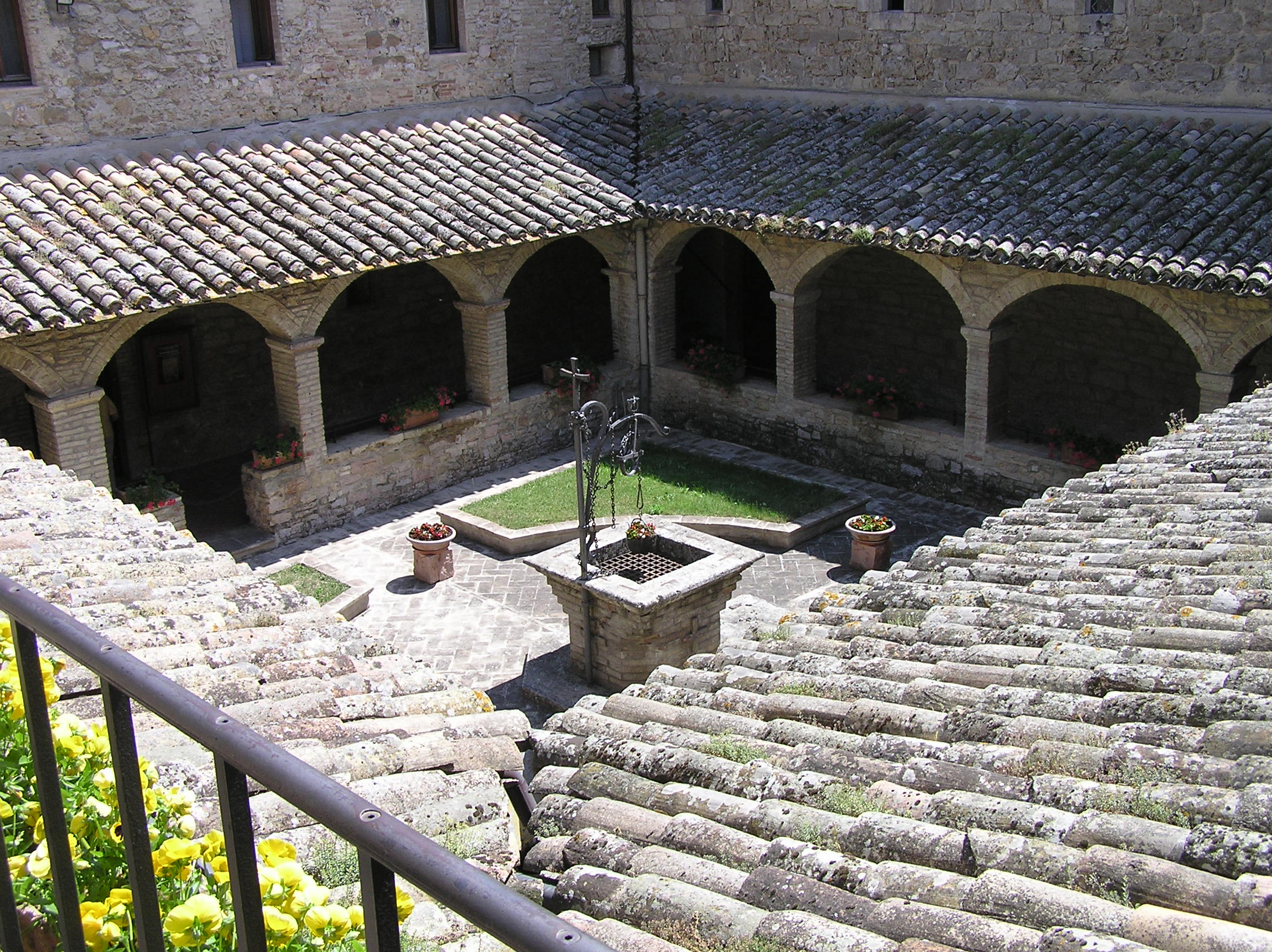
Kloster San Damiano

Im September 1943 war Salvatore Niccacci, mit Ordensnamen Padre Rufino, Guardian des Franziskanerklosters San Damiano in Assisi, rund 20 Minuten Fußweg unterhalb der Altstadt inmitten von Feldern und Olivenbäumen gelegen.  Auf Weisung von Bischof Giuseppe Placido Nicolini und seines Sekretärs, Aldo Brunacci (1914–2007), des Vorsitzenden des Komitees zur Unterstützung von Flüchtlingen, verschaffte er Juden falsche Dokumente und gewährte ihnen Zuflucht in Kirchen, Klöstern und anderen Gebäuden Assisis. Zum Teil trugen sie zur Tarnung ein Ordenskleid, einige wurden in den weitläufigen Kellern der Klöster versteckt. Die Bürger der Stadt und auch der Bürgermeister schwiegen eisern. Im bescheidenen Rahmen konnten die Flüchtlinge auch ihre jüdische Religion ausüben. So konnten sie 1943 Jom Kippur zusammen mit den Ordensschwestern ihres Zufluchtskonvents feiern.
Am Gelingen der Operation war zumindest indirekt auch Valentin Müller, der deutsche Stadtkommandant von Assisi, beteiligt. Dieser war ein gläubiger Katholik und hatte zum Schutz der Kirchen und Kulturstätten für Assisi den Status der Lazarettstadt beantragt und von General Albert Kesselring genehmigt bekommen. Somit durften NS-Truppen die Stadt nicht betreten, und es konnten einige Hunderte Juden gerettet werden. Weitere waren zuvor schon mit Hilfe der bereitgestellten Dokumente geflüchtet. Die Organisation der Fluchthilfe erfolgte gemeinsam mit der Wohlfahrtsorganisation DELASEM. Wesentliche Beiträge leisteten auch als Schriftsetzer Luigi Brizi und als Fahrradbote für die Dokumente, die vom Bahnhof nach Assisi gebracht werden mussten, Gino Bartali, einer der erfolgreichsten und populärsten Radrennfahrer Italiens.
Nach dem Krieg gründete Pater Rufino eine kleine Siedlung für mittellose christliche und jüdische Familien in Montenero, einem Ortsteil der Gemeinde Todi in der Provinz Perugia unweit von Assisi, und war als Pfarrer in seiner Heimatgemeinde Deruta tätig.
Er starb an einem Infarkt und wurde im Familiengrab bestattet.

## Zitat
„Es ist bei weitem nicht alles vorbei. Bin immer noch auf dem Schlachtfeld, gestern für die Verfolgten, heute die Verzweifelten. So mag ich das Leben. Ich kann mir das ohne Kampf nicht vorstellen. Ich habe gekämpft, ich kämpfe, und ich werde immer kämpfen, weil ich denke, dass es unser Recht und unsere Pflicht ist, den Unterdrückten zu helfen und die Ideale der Zivilisation zu verteidigen, der Religion, der Heimat.“

## Auszeichnung
1974 wurde Niccacci als einer der ersten Italiener von Yad Vashem als Gerechter unter den Völkern anerkannt. Im Rahmen der Zeremonie wurde auch ein Baum in der Allee der Gerechten zu seinem Gedenken gepflanzt. Bischof Giuseppe Placido Nicolini  und sein Sekretär Aldo Brunacci wurden 1977 ebenfalls als Gerechte unter den Völkern anerkannt. Dem Radrennfahrer Gino Bartali widerfuhr diese Ehrung erst postum im Jahr 2013.

## Gedenken
In Deruta wurde eine Straße in Via Padre Rufino Niccacci umbenannt. Am 11. April 1983 wurde er von Ronald Reagan in einer Rede lobend erwähnt.

### The Assisi Underground
Die historischen Geschehnisse inspirierten Alexander Ramati zum Roman Assisi Clandestina (1978) und in der Folge zum Film The Assisi Underground (1985). Die Rolle des Paters Rufino wurde im Film von Ben Cross verkörpert.